# Wereldkampioenschappen biatlon 2005
De wereldkampioenschappen biatlon 2005 werd gehouden van 5 tot en met 13 maart in Hochfilzen. Het wereldkampioenschap gemengde estafette werd in 2005 gehouden op 20 maart in Chanty-Mansiejsk

## Wedstrijdschema
| Datum            | Lokale tijd   | Mannen                    | Vrouwen                   |
| ---------------- | ------------- | ------------------------- | ------------------------- |
| Hochfilzen       |               |                           |                           |
| 5 maart          | 10:00 / 14:00 | 10 km sprint              | 7,5 km sprint             |
| 6 maart          | 10:00 / 13:00 | 12,5 km achtervolging     | 10 km achtervolging       |
| 8 maart          | 14:15         |                           | 15 km individueel         |
| 9 maart          | 14:15         | 20 km individueel         |                           |
| 11 maart         | 14:15         |                           | 4x6 km estafette          |
| 12 maart         | 14:15         | 4x7,5 km estafette        |                           |
| 13 maart         | 12:45 / 10:45 | 15 km massastart          | 12,5 km massastart        |
| Chanty-Mansiejsk |               |                           |                           |
| 20 maart         | 9:00          | 4x6 km gemengde estafette | 4x6 km gemengde estafette |

## Medailles

### Mannen
| Onderdeel             | Goud | Goud                                                              | Zilver | Zilver                                                           | Brons | Brons                                                                 |
| --------------------- | ---- | ----------------------------------------------------------------- | ------ | ---------------------------------------------------------------- | ----- | --------------------------------------------------------------------- |
| 20 km individueel     | CZE  | Roman Dostál                                                      | GER    | Michael Greis                                                    | GER   | Ricco Gross                                                           |
| 10 km sprint          | NOR  | Ole Einar Bjørndalen                                              | GER    | Sven Fischer                                                     | LAT   | Ilmars Bricis                                                         |
| 12,5 km achtervolging | NOR  | Ole Einar Bjørndalen                                              | RUS    | Sergei Tchepikov                                                 | GER   | Sven Fischer                                                          |
| 15 km massastart      | NOR  | Ole Einar Bjørndalen                                              | GER    | Sven Fischer                                                     | FRA   | Raphael Poiree                                                        |
| 4×7,5 km estafette    | NOR  | Ole Einar Bjørndalen Halvard Hanevold Stian Eckhoff Egil Gjelland | RUS    | Sergei Rozhkov Nikolay Kruglov Pavel Rostovtsev Sergei Tchepikov | AUT   | Daniel Mesotitsch Friedrich Pinter Wolfgang Rottmann Christoph Sumann |

### Vrouwen
| Onderdeel           | Goud | Goud                                                                       | Zilver | Zilver                                             | Brons | Brons                                                               |
| ------------------- | ---- | -------------------------------------------------------------------------- | ------ | -------------------------------------------------- | ----- | ------------------------------------------------------------------- |
| 15 km individueel   | GER  | Andrea Henkel                                                              | CHN    | Ribo Sun                                           | NOR   | Linda Grubben                                                       |
| 7,5 km sprint       | GER  | Uschi Disl                                                                 | RUS    | Olga Zaitseva                                      | BLR   | Olena Zubrilova                                                     |
| 10 km achtervolging | GER  | Uschi Disl                                                                 | CHN    | Xianying Liu                                       | RUS   | Olga Zaitseva                                                       |
| 12,5 km massastart  | NOR  | Gro Marit Istad Kristiansen                                                | SWE    | Anna Carin Zidek                                   | RUS   | Olga Medvedtseva                                                    |
| 4×6 km estafette    | RUS  | Olga Medvedtseva Svetlana Ishmouratova Anna Bogaliy-Titovets Olga Zaitseva | GER    | Uschi Disl Katrin Apel Andrea Henkel Kati Weilhelm | BLR   | Ekaterina Vinogradova Olga Nazarova Liudmila Ananko Olena Zubrilova |

### Gemengd
| Onderdeel          | Goud | Goud                                                                  | Zilver | Zilver                                                              | Brons | Brons                                             |
| ------------------ | ---- | --------------------------------------------------------------------- | ------ | ------------------------------------------------------------------- | ----- | ------------------------------------------------- |
| Gemengde estafette | RUS  | Olga Medvedtseva Svetlana Ishmouratova Ivan Tcherezov Nikolay Kruglov | RUS    | Anna Bogaliy-Titovets Olga Zaitseva Sergei Tchepikov Sergei Rozhkov | GER   | Uschi Disl Kati Wilhelm Micheal Greis Ricco Gross |

### Medailleklassement
| Plaats | Land        | Goud | Zilver | Brons | Totaal |
| 1      | Noorwegen   | 5    | 0      | 1     | 6      |
| 2      | Duitsland   | 3    | 4      | 3     | 10     |
| 3      | Rusland     | 2    | 4      | 3     | 9      |
| 4      | Tsjechië    | 1    | 0      | 0     | 1      |
| 5      | Zwitserland | 0    | 2      | 0     | 2      |
| 6      | Zweden      | 0    | 1      | 0     | 1      |
| 7      | Wit-Rusland | 0    | 0      | 2     | 2      |
| 8      | Oostenrijk  | 0    | 0      | 1     | 1      |
| 8      | Letland     | 0    | 0      | 1     | 1      |
| Totaal | Totaal      | 11   | 11     | 11    | 33     |

Saalfelden 1958 · 
Courmayeur 1959 ·
Umea 1961 ·
Hämeenlinna 1962 ·
Seefeld 1963 ·
Elverum 1965 ·
Garmisch-Partenkirchen 1966 ·
Altenberg 1967 ·
Zakopane 1969 ·
Östersund 1970 ·
Hämeenlinna 1971 ·
Lake Placid 1973 ·
Minsk 1974 ·
Antholz 1975 ·
Antholz 1976 ·
Vingrom 1977 ·
Hochfilzen 1978 ·
Ruhpolding 1979 ·
Lahti 1981 ·
Minsk 1982 ·
Antholz 1983 ·
Chamonix 1984 ·
Egg am Etzel / Ruhpolding 1985 ·
Falun / Oslo 1986 ·
Lahti / Lake Placid 1987 ·
Chamonix 1988 ·
Feistritz 1989 ·
Minsk / Olso / Kontiolahti 1990 ·
Lahti 1991 ·
Novosibirsk 1992 ·
Borovec 1993 ·
Canmore 1994 ·
Antholz 1995 ·
Ruhpolding 1996 ·
Brezno-Osrblie 1997 ·
Pokljuka / Hochfilzen 1998 ·
Kontiolahti / Oslo 1999 ·
Oslo / Lahti 2000 ·
Pokljuka 2001 ·
Oslo 2002 ·
Chanty-Mansiejsk 2003 ·
Oberhof 2004 ·
Hochfilzen / Chanty-Mansiejsk 2005 ·
Pokljuka 2006 ·
Antholz 2007 ·
Östersund 2008 ·
Pyeongchang 2009 ·
Chanty-Mansiejsk 2010 ·
Chanty-Mansiejsk 2011 ·
Ruhpolding 2012 ·
Nové Město 2013 ·
Kontiolahti 2015 ·
Oslo 2016 ·
Hochfilzen 2017 ·
Östersund 2019 ·
Antholz 2020 ·
Pokljuka 2021 ·
Oberhof 2023 ·
Nové Město 2024 ·
Lenzerheide 2025